# Jongo
O jongo, também conhecido como caxambu e corimá ou, ainda, tambu, batuque ou tambor, é uma dança afro-brasileira típica da região Sudeste do Brasil. Essencialmente encontrada em periferia metropolitana, pequenas cidades e em comunidades rurais, é praticada ao som de tambores, como o caxambu, e é uma forma de expressão de comunidades negras do Sudeste, formadas por descendentes de africanos escravizados. Influiu na formação do samba carioca, em especial, e da cultura popular brasileira como um todo. Devido à sua importância, foi registrado como Patrimônio Cultural Imaterial do Brasil pelo Instituto do Patrimônio Histórico e Artístico Nacional (IPHAN).
O jongo é uma manifestação cultural brasileira de origem africana, que adquire as características da comunidade que o abriga. Neste sentido, IPHAN distinguiu e caracterizou 8 comunidades jongueiras no estado do Rio de Janeiro: Jongo da Serrinha; Valença; Barra do Piraí; Miracema; Paraty; Pinheiral; Santo Antônio de Pádua; Bracuí e Mambucaba. No estado de São Paulo, foram identificadas as comunidades Guaratinguetá, Cunha, Piquete, São Luís do Paraitinga, Lagoinha e a Comunidade Jongo Dito Ribeiro. No Espírito Santo, foram apenas identificadas: São Mateus e Conceição da Barra.

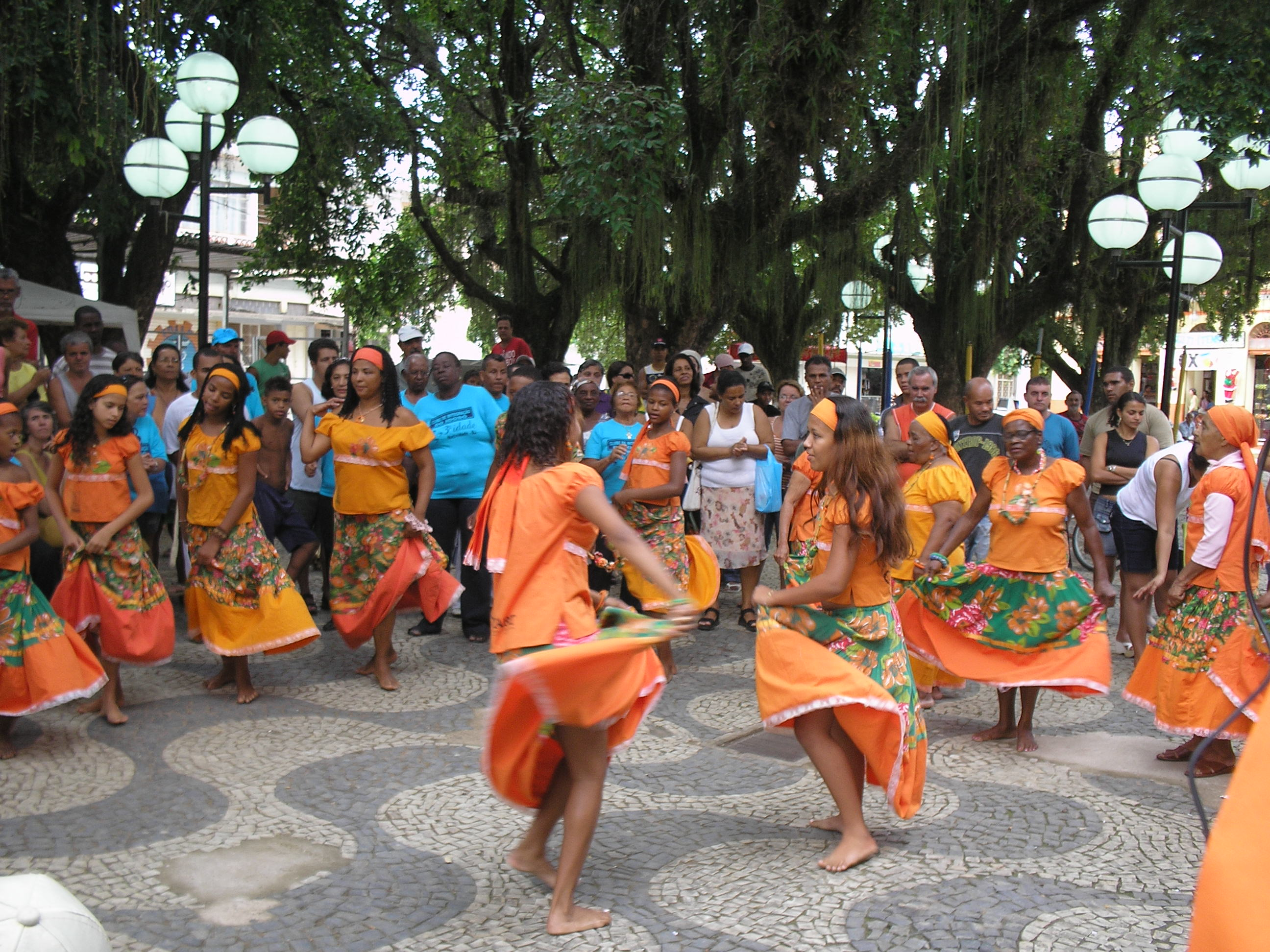
Apresentação do Grupo de Caxambu Michel Tannus em Porciúncula

## Etimologia
A palavra "jongo" é vinda do termo quimbundo jihungu.

## História
Inserindo no âmbito das chamadas danças de umbigada (sendo, portanto, aparentado com o semba ou masemba de Angola), o jongo foi trazido para o Brasil por negros bantus, sequestrados, para serem vendidos como escravos nos antigos reinos de Ndongo e do Kongo, região compreendida hoje por boa parte do território da República de Angola. Composto por música e dança características, animadas por poetas que se desafiam por meio da improvisação, ali, no momento, com cantigas ou pontos enigmáticos, o jongo tem, provavelmente, como uma de suas origens (pelo menos no que diz respeito à estrutura dos pontos cantados) o tradicional jogo de adivinhação angolano denominado jinongonongo.
Como uma expressão da religião, mantém, como um traço essencial de sua linguagem, a presença de símbolos que possuem função supostamente mágica ou sagrada, provocando, segundo se acredita, fenômenos mágicos. Desse modo, o fogo serve para afinar os instrumentos e também para iluminar as almas dos antepassados; os tambores são consagrados e considerados como ancestrais da própria comunidade; a dança em círculos com um casal ao centro remete à fertilidade; sem esquecer, é claro, as ricas metáforas utilizadas pelos jongueiros para compor seus "pontos" e cujo sentido permanece inacessível para os não jongueiros.
Era dançado e cantado outrora com o acompanhamento de Urucungo (arco musical banto que originou o atual berimbau), viola e pandeiro, além de três tambores consagrados, utilizados até os nossos dias, chamados de tambu ou Caxambu, o maior - que dá nome à manifestação em algumas regiões - candongueiro, o menor, e o tambor de fricção ingomba-puíta (uma espécie de cuíca muito grande). O jongo é, ainda hoje, bastante praticado em diversas cidades de sua região original: o Vale do Paraíba na Região Sudeste do Brasil, ao sul do estado do Rio de Janeiro e ao norte do estado de São Paulo e na  região das Minas e das fazendas de café em Minas Gerais, onde também é chamado "Caxambu".
Entre as diversas comunidades que mantêm (ou, até recentemente, mantiveram) a prática desta manifestação, podem-se citar, como exemplo, as localizadas na periferia das cidades de Valença, Vassouras, Paraíba do Sul, Pinheiral e Barra do Piraí (Rio de Janeiro), além de Guaratinguetá e Lagoinha (São Paulo), com reflexos na região dos rios Tietê, Pirapora e Piracicaba, também em São Paulo (onde ocorre uma manifestação muito semelhante ao jongo conhecida pelo nome de batuque) e até em certas localidades no sul da Bahia .
Na cidade do Rio de Janeiro, a região compreendida pelos bairros de Madureira e Oswaldo Cruz, já nos anos imediatamente posteriores à abolição da escravatura, centralizou durante muito tempo a prática desta manifestação na zona rural da antiga Corte Imperial, atraindo um grande número de migrantes ex-escravos, oriundos das fazendas de café do Vale do Paraíba. Entre os precursores da implantação do jongo nesta área, se destacaram a ex-escrava Maria Teresa dos Santos, muitos de seus parentes ou aparentados, além de diversos vizinhos da comunidade, entre os quais Mano Elói (Eloy Anthero Dias), Sebastião Mulequinho e Tia Eulália, todos eles intimamente ligados à fundação da Escola de Samba Império Serrano, sediada no Morro da Serrinha.
A partir de meados da década de 1970, no mesmo Morro do Curupira, o músico percussionista Darcy Monteiro "do Império" (mais tarde, conhecido como Mestre Darcy), a partir dos conhecimentos assimilados com sua mãe, a rezadeira Maria Joana Monteiro (discípula de Vó Teresa), passou a se dedicar à difusão e a recriação da dança em palcos, centros culturais e universidades, estimulando, por meio de oficinas e workshops, a formação de grupos de admiradores do jongo que, embora praticando apenas aqueles aspectos mais superficiais da dança e, desse modo, deslocando-a de seu âmbito social e seu contexto tradicional original, dão hoje, a ela, alguma projeção nacional.
Ainda no âmbito da cidade do Rio de Janeiro, é digno de nota, também, o Caxambu do Salgueiro, grupo de jongo tradicional que, comandado por mestre Geraldo, animou, pelo menos até o início da década de 1980, o Morro do Salgueiro, no bairro da Tijuca, sendo composto por figuras históricas daquela comunidade, entre as quais Tia Neném e Tia Zezé, famosas integrantes da ala das baianas da Escola de Samba G.R.E.S Acadêmicos do Salgueiro.
Em 1996, aconteceu, no município de Santo Antônio de Pádua (RJ), o I Encontro de Jongueiros, resultado de um projeto de extensão da Universidade Federal Fluminense (UFF), desenvolvido pelo campus avançado que a universidade possui neste município. Deste encontro, participaram dois grupos de jongueiros da cidade e mais um de Miracema, município vizinho. A partir daí, o encontro passou a ser anual. Hoje, cerca de treze comunidades jongueiras participam deste Encontro.
O XII Encontro de Jongueiros, realizado nos dias 25 e 26 de abril de 2008 em Piquete (SP), recebeu a participação de mil jongueiros das cidades de Valença (Quilombo São José), Barra do Piraí, Pinheiral, Angra dos Reis, Santo Antônio de Pádua, Miracema, Serrinha, Porciúncula, Quissamã, Campos dos Goytacazes, São Mateus, Carangola, São José dos Campos, Guaratinguetá, Campinas e Piquete. Em 2000, durante a realização do V Encontro de Jongueiros, em Angra dos Reis, foi criada a Rede de Memória do Jongo e do Caxambu, com o objetivo de organizar as comunidades jongueiras e fortalecer suas lutas por terras, direitos e justiça social.
O grande fruto do jongo, sem dúvida, foi o Samba! Com seus tambores  artesanais feitos de tronco e pele de animal afinados a fogo,  o Jongo era o ritmo mais tocado no alto das primeiras favelas. Nas casas dos antigos sambistas e compositores de respeito da velha guarda das escolas de samba,  haviam sempre rodas de Jongo. Do ritual de encanto entre jongueiros por meio de poesia de improviso a ser decifrada,  surgiram os famosos versos de partido-alto e do samba de terreiro,  que devem ser inventados na hora pelo improvisador e respondido pelo desafiante, uma herança clara das Rodas de Jongo.

## Umbigada
A umbigada é um gesto coreográfico que consiste em o dançarino solista, com os braços esticados e os ombros pra trás, encostar seu umbigo na pessoa que vai substituí-lo.

## Suíte Jongo da Serrinha
Em 2010, o compositor Filipe de Matos Rocha criou a suíte Jongo da Serrinha, uma composição para orquestra incorporando elementos rítmicos, melódicos e ritos e gestuais do jongo. A peça foi composta por sugestão do professor de composição Pauxy Gentil-Nunes, e exigiu uma pesquisa por parte do compositor, que frequentou encontros e identificou a influência do jongo em outras obras, como "Choro nº 10", de Heitor Villa-Lobos.

## Discografia
- 100% Gonça. Caixa Preta. Rio de Janeiro:Independente, 1999. CD. Digital audio.
- Batuques do Sudeste. Coleção Itaú Cultural/Documentos Sonoros Brasileiros – Acervo Cachuera!, vol. 2. São Paulo:   Associação Cultural Cachuera!/Itaú Cultural, 2000. CD.
- Clementina de Jesus. Odeon, 1966. LP 33 1/3 rpm.
- Daude #2. Daude. Rio de Janeiro:Natasha, 1997.CD.
- Jongo do Quilombo da Fazenda São José. Rio de Janeiro: Associação Brasil Mestiço, 2004. CD.
- Jongo da Serrinha. Rio de Janeiro: Grupo Cultural Jongo da Serrinha, 2002. CD.
- Jongos do Brasil. Rio de Janeiro: Associação Brasil Mestiço, 2006. CD.
- Quilombo. Grupo Basam. Tapecar, s/d. LP 33 1/3 rpm.
- Bandoleia Grupo JONGO DE PIQUETE, 2009. CD.
- Vida ao Jongo. Rio de Janeiro: Grupo Cultural Jongo da Serrinha, 2013. CD

## Filmografia
- Caxambu de Sá Maria. Direção de Guilherme Fernandes. Rio de Janeiro: Independente. Vídeo (65 min.), son., color.
- Feiticeiros da palavra: o jongo do Tamandaré. Direção de Rubens Xavier. São Paulo:Núcleo de Documentários da TV Cultura; Associação Cultural Cachuera!, 2001. Vídeo (56min.), son., color.
- Saravá jongueiro. Direção de Bianca Brandão, Cecília de Mendonça e Luisa Helena Pitanga. Rio de Janeiro:Independente, 2003. Vídeo (24 min.), VHS, son., color.
- Salve jongo!. Direção de Pedro Simonard. Rio de Janeiro:Independente, 2005. Vídeo e DVD (25 min.), son., color.